# Екзарх-Антимово
Екзарх-Анти́мово (болг. Екзарх Антимово) — село в Бургаській області Болгарії. Входить до складу общини Карнобат.

## Населення
За даними перепису населення 2011 року у селі проживали 936 осіб.
Національний склад населення села:
| Національність   | Кількість осіб | Відсоток |
| ---------------- | -------------- | -------- |
| болгари          | 738            | 80,8%    |
| цигани           | 145            | 15,9%    |
| турки            | 14             | 1,5%     |
| інша             | 5              | 0,5%     |
| не визначились   | 11             | 1,2%     |
| Всього відповіли | 913            |          |

Розподіл населення за віком у 2011 році:
Динаміка населення: